# In Battle There Is No Law (album Bolt Thrower)
In Battle There Is No Law – pierwszy album brytyjskiej grupy muzycznej Bolt Thrower. Wydawnictwo ukazało się 12 czerwca 1988 roku nakładem wytwórni muzycznej Vinyl Solution.

## Lista utworów
Opracowano na podstawie materiału źródłowego.
1. "In Battle There Is No Law" – 5:01
2. "Challenge for Power" – 3:34
3. "Forgotten Existence" – 3:45
4. "Denial of Destiny" – 2:30
5. "Blind to Defeat" – 2:21 *
6. "Concession of Pain" – 2:58
7. "Attack in the Aftermath" – 3:11
8. "Psychological Warfare" – 3:31
9. "Nuclear Annihilation" – 3:30

## Twórcy
Opracowano na podstawie materiału źródłowego.
| - Karl Willetts - śpiew - Barry Thompson - gitara - Gavin Ward - gitara - Jo-Anne Bench - gitara basowa | - Andrew Whale - perkusja - Paul McHale - okładka, oprawa graficzna - Alan Scott - miksowanie - Andrew Fryer - produkcja muzyczna, realizacja dźwięku |

## Wydania
| Rok  | Nr katalogowy | Nośnik            | Wytwórnia muzyczna       | Region            | Źródło |
| ---- | ------------- | ----------------- | ------------------------ | ----------------- | ------ |
| 1988 | SOL 11        | LP, Album         | Vinyl Solution           | Wielka Brytania   | [ 3 ]  |
| 1988 | SOL 11        | Vinyl, Album, Bon | Vinyl Solution           | Wielka Brytania   | [ 3 ]  |
| 1990 | SSCD 8001     | CD, Album         | Silent Scream Recordings | Wielka Brytania   | [ 3 ]  |
| 1990 | SSC 8001      | Cass, Album       | Silent Scream Recordings | Stany Zjednoczone | [ 3 ]  |
| 1992 | SOL 011 CD    | CD, Album         | Vinyl Solution           | Wielka Brytania   | [ 3 ]  |
| 1992 | SOL 11        | LP, Album, RE     | Vinyl Solution           | Wielka Brytania   | [ 3 ]  |